# 普羅古德尼亞河
普羅胡德尼亞河（烏克蘭語：Прогудня），是烏克蘭西部的河流，屬於里卡河的左支流。該河發源自錫內維爾西北部，流經外喀爾巴阡州的胡斯特區，河道全長10公里，流域面積23.2平方公里。